# Germán Castelblanco
Germán Castelblanco Ángel (Bogotá, 28 de enero de 1957 - ib, 6 de marzo de 2000) fue un actor colombiano de teatro y televisión destacado por sus papeles antagónicos en novelas como Tiempos difíciles (1995) Perro amor (1998) ¿Por qué diablos? (1999) o Me llaman Lolita (2000).

## Biografía
Nació en Bogotá el 28 de enero de 1957.
Aunque estudió administración de empresas, su pasión por el arte dramático siempre prevaleció, por lo que estudia en la Escuela Distrital de Teatro de Bogotá y en la Academia Charlot, destacándose por ser un gran estudiante y demostrando así su talento innato por las artes dramáticas.
Aunque obtuvo papeles de menor éxito en sus comienzos en producciones anteriores como: Revivamos nuestra historia desde 1984 al igual que El Bogotazo el mismo año con 27 años de edad, luego avanzó en 1985 con Tuyo es mi corazón, Luego ya en Marina de la noche ya le siguen otras series como lo son Romeo y buseta en 1987 con cortos papeles, ya pasa por Quieta Margarita en 1989 y 'Él carretero en los 90 ya se lanza a través de la novela Tiempos difíciles (1995) donde encarna a un líder guerrillero, el cual sería el trampolín para el inicio de su carrera en la televisión colombiana. 
En 1998 interpretó al personaje de Rusinque en la novela Perro amor, un personaje muy cantinflesco querido por muchos televidentes, el cual le dio el estatus de lo que sería un futuro prometedor para la carrera del artista. En 1999 interpreta a Frigo en la novela Me llaman Lolita de RCN Televisión, un viejo ambicioso, avaro y desconfiado, que, pese a su comportamiento odioso, se ganó la admiración de los televidentes, Castelblanco de nuevo se lucía en su papel.
Pero en la cumbre de su carrera, cuando incluso los libretistas de ¿Por qué diablos? estaban pensando en darle más protagonismo al coronel Arbeláez, falleció de un infarto en la ciudad de Bogotá el 6 de marzo de 2000 a los 43 años de edad, su papel lo representó el también actor Fernando Arévalo. Sus restos reposan en la iglesia del Olaya.

## Filmografía
- Revivamos Nuestra Historia (1984) Promec Televisión
- El Bogotazo (1984) Promec Televisión
- Tuyo es mi corazón (1985) Caracol Televisión
- Marina de noche (1986) Inravision
- Romeo y Buseta (1987) TeVecine
- Quieta margarita (1989) Caracol Televisión
- El carretero (1990) Caracol Televisión
- Tiempos difíciles (1995) Cenpro TV
- Perro amor (1998) Cenpro TV
- ¿Por qué diablos? (1999-2000) Cenpro TV
- Francisco el Matemático (1999) Actuación Especial como Don Fernando
- Me llaman Lolita (1999-2000) Rigoberto y Edgar Rengifo Canal RCN